# Jeremy Kendle
Jeremy Kendle, né le 15 mars 1988 à Jeffersonville dans l'Indiana, est un joueur américain de basket-ball.